# Cal Teuler (Moià)
Cal Teuler és un edifici de Moià (Moianès) protegit com a Bé Cultural d'Interès Local.

## Descripció
Es tracta d'un edifici situat a la Plaça del Carreró. Es tracta d'una construcció de doble vessant, amb el carener paral·lel a la façana. El parament és constituït per pedres irregulars combinades amb morter i els carreus més treballats en les obertures. Destaca la inscripció de la dovella clau del portal d'accés on s'ubica l'any i un nom: "MIQUEL TARTERA, L'AY 1701". Cal destacar també, les llindes de fusta dels dos portals laterals, com un element més característic de l'arquitectura barroca.